# Philip Arthur Whitcombe
Philip Arthur Whitcombe (23 de abril de 1923 – 11 de agosto de 2015) fue jugador de cricket de primera clase en Inglaterra, desde 1947 a 1960.
Se educó en Winchester, antes de trasladarse a la Universidad de Christ Church, en Oxford. Jugó en el equipo universitario de Oxford del 1947 al 1949. 
Su temporada más notable fue la de 1948, cuando anotó 47 wickets a una media de 15.93. En un partido de Oxford contra Yorkshire él lanzó a Len Hutton en cada entrada, acabando con figuras de 5 a 32 y 2 a 33. En el Partido Universitario jugó en la gran mayoría de las victorias de Oxford: "longitud bien mantenida a paso medio/rápido con el pabellón como de fondo, viniendo desde una entrega tan alta cuando aquello de los seis pies cuatro pulgadas altas Whitcombe, parecía más allá de la interpretación del alumnado de Cambridge, y tomando siete wickets para 51 carreras, influenció en los procedimientos a tal punto que los otros bowlers de Oxford invariablemente comprobaron cualquier sugerencia de fácil puntuación." Días después, abre el bowling para los Gentlemen, tomando los wickets de Cyril Washbrook (dos veces) y Denis Compton. Luego de esto, jugando sólo su segundo partido para Middlesex,  rechazó a Bill Brown y Don Bradman para terminar con los Australians 28 a 2.
En 1948 dejó de jugar al cricket de condado, para luego en 1949, cuando finalizó la temporada universitaria, poder jugar cricket no de primera clase hasta 1954. En ese año, empezó a jugar ocasionalmente para los Libre Foresters. 
Fue capitán en la Artillería Real. Él y su esposa Rosemary (1927-2009) (hija de John Colville, Primer Barón de Clydesmuir), tuvieron un hijo y una hija.
Su padre, el Mayor general Philip Sidney Whitcombe, jugó por poco tiempo en cricket de primera clase, durante su servicio militar en India, y también jugó para Berkshire.